# ジミー大西
ジミー大西（ジミーおおにし、1964年〈昭和39年〉1月1日 - ）は、日本のお笑いタレント、画家。大阪府八尾市出身。吉本興業所属。愛称は、ジミーちゃん。
本名は大西 秀明（おおにし ひであき）。血液型A型。既婚。名前の由来は豊臣秀吉から「秀」と、元日に産まれたことから明けましておめでとうの「明」を組み合わせたもの。

## 経歴

### デビュー以前
幼少期、八尾市長（第5代）・柴谷光謹の隣に住んでいた。言葉を覚えるのが極めて遅く、小学2年まで喋れなかった。勉強は苦手だったが運動神経に優れ、八尾市立安中小学校時代はボーイズリーグの強豪である八尾フレンドに所属。八尾フレンドの4年後輩には桑田真澄がいた（桑田は八尾市立成法中学校の後輩でもある）。
中学時代も野球部で活躍し、スポーツ推薦で強豪の大商大堺高校へ進学するも数式を用いたサインが覚えられず、試合中にバッターボックスでサイン数式を地面に書いて計算してしまい監督に怒られたこともあり、試合に出してもらえず1年夏から引退するまでマネージャーとなった。当時の野球部監督は読売ジャイアンツに在籍していた山本功児の兄で、怖かったという。
高校時代はいじめられっ子で、頻繁にいじめに遭っていた。ある日に国鉄阪和線の津久野駅で、いじめっ子だった同級生から「次に来る快速電車乗りたいから何とかして停めろ」と脅され、裸で線路に突き落とされたジミーが身を挺して電車を緊急停車させた。その後にジミーはすぐ駅員に捕まり、学校に連絡されて停学処分を受けた。この事件のせいでジミーの両親は国鉄から請求された賠償金（数百万円）を、借金をしてまで支払わなければならない羽目になってしまった。
好きだったアイドルは早見優、石田ひかり。

### 芸人時代
高校卒業後は就職を希望したが、成績の悪さから就職先が見つからず担任が吉本に雇ってくれるよう頼み込み、高校在学中からアルバイトとして入社。放課後や休日になんば花月の裏方（幕引きや進行）を務めていた。
明石家さんまとはその時に出会っていた。ある日の出番を控えた中田ボタンを呼びに行くのを忘れており、ボタンから冗談で「こらお前! お前階段で男性器にタコ糸で括ってこい!」と叱責されたのを真に受け、階段の手摺に本当にタコ糸で括り付けて反省していたところをスタッフを含めた関係者に目撃され、当然女性からは悲鳴を上げられる。この時にさんまと奇跡的な初対面を果たし、タコ糸をほどいてくれた後はそれを機にジミーは助けられた犬のようにさんまへ付いていったという。一方のジミー本人は早見の弟子になりたくて吉本に行ったが、早見は吉本所属ではないことを伝えられ「せっかく来たので吉本に入れてください」と頼み、研究生として入れてもらったと話している。
高校卒業後、正式に吉本の芸人として入社。さんまの勧めにより、ぼんちおさむの弟子となるが当時の憧れは間寛平だった。吉本新喜劇などを経てコンビ「おおにしこにし」を結成したものの、どうしてもジミーだけが目立ってしまうため長続きしなかった。「ジミー」という芸名はさんまがテレビで見かけた野生のゴリラの名前（ジミー）に因んで名付けたものである。ちなみにさんまが芸名を命名した直後、テレビを観ると前述したゴリラのジミーが死んだというニュースが流れていた。そのため、さんまは「ジミーは死んだゴリラの生まれ変わり」と発言している。
おさむ門下時代は伸び悩んでおり吉本から半ば見捨てられていたが、運転手にならないかとさんまに誘われて以降、さんまが自身の付き人として面倒を見るようになる。しかしジミーは運転免許を持っておらず、さんまに「2週間で免許が取れる合宿制の自動車教習所があるから行ってこい」と勧められて合宿制の自動車教習所へ通っていた。実技試験は難なく合格したものの、漢字が読めなくて筆記試験に通らなかったため1か月経っても卒業できず、試験に落ちる度さんまにお金を送ってもらっていたという。結局ジミーは免許が取れるまで半年を要し、さんま曰く「車がもう1台買えたわ」。
さんまによって才能を見出され、数々の一発ギャグを身に付けていく。吉本社員の「売れるわけがない」という発言がさんまのモチベーションに繋がった。運転手時代では料金所にて車の窓を開け忘れて手を窓に思いきり激突させ骨折する、渋滞に捕まってさんまが「やけに混んどるなあ」とこぼしてよく見ると前の車は路上駐車だった、ワイパーの動きを見ていて眠くなり居眠り運転しかけた、さんまが車を運転していて誘導を頼まれるもぶつけてしまい「オーライオーライ」とぶつけてからも言い続けた、『笑っていいとも!』の生放送当日で道に迷ってさらに電話の電源を切ってしまいスタッフに迷惑をかけたなどのエピソードを持つ。
特に人から決まった言葉を振られた後に返すタイプのギャグが有名。「ジミーちゃんやってる?」と振られて「やってるやってる!」、「ジミーがんばれよ」と振られて「お前もがんばれよ!」、股間を触られて発する「ふるさとー」または「エクスタシー」など。これらのギャグが評判となり、天然ボケ芸人として全国的な人気を博した（「やってるやってる!」のギャグ誕生時は手を股間付近で動かしていたが、さんまにそれはまずいとアドバイスされてからは顔付近で動かすようになった）。
ある日、突如として芸人引退を決意したことがある。それを喫茶店でさんまに報告したところ、「この（芸人の）世界を辞めるのか続けるのか1週間しっかり考えてこい」と促した。さんまや周囲の人間は「1週間もあれば気が変わるだろう」と考えていたが1週間後に意志を確認したところ、ジミーは「ストリッパーのヒモになります」と宣言。その返答にさんまは開いた口が塞がらず啞然としていたが、対してその場にいた大竹しのぶは終始冷静で、喫茶店で注文していたパスタを巻いていた手を止めて「今なんて言った?」と言いながらも「ストリッパーに知り合いはいるの?」と問いかけた際、ジミーはやりたいことを見つけて応援してくれていると勘違いして突然声を上げながら号泣し始め、さんまは「なんでやねん...お前俺の運転手してた6年間返せ...」と呆れていた。
元祖天然ボケの伝説を持っている。萩本欽一はジミーを自身の番組『欽ドン!ハッケヨーイ笑った!』に起用し、「このボケが意図的であればチャップリン以来の天才喜劇役者だ」と絶賛。萩本と楽屋にて1対1で面談する運びとなるも、楽屋から出てきた萩本の第一声は「天然だったね…」というがっかりしたものであった（ジミーは番組を3週間で降板することとなった）。これが「天然ボケ」の由来と言われている。月亭方正も初対面でジミーと2人きりになった時、方正が何を聞いてもジミーは「ウホッ、ウホッ」としか話さなかったと述懐している。
嗅覚が異常に鋭く、番組企画の「下着泥棒の犯人のにおいをかぎ分けられるか」というゲームで警察犬を相手に勝利した。また絵画修業で赴いたアフリカでは、広大な平原を徘徊しているアフリカゾウを臭いで探し当てた。
1996年、番組企画によって絵画の才能を見出される。尊敬する上岡龍太郎から自身の絵画へ賛辞を送られたことや、岡本太郎から「君は画家になりなさい」と手紙をもらったことをきっかけに画家への転職を決断、それに伴って芸能活動を引退する。ほぼ同期にあたる松本人志（ダウンタウン）は引退に際し、「もったいないなぁ。誰も勝たれへんで! 他に辞めなあかん奴いっぱいおんのに」とジミーの才能を惜しんだ。また、ビートたけしもさんまのフリに対して確実にギャグで返すジミーに対して「パブロフの犬の様な条件反射はすごいな!」と絶賛している（フジテレビ『たけし・さんまの有名人の集まる店』にて）。

### 画家転向後
画家に転身後も吉本には籍を残しており、さんまの舞台公演への出演、それ以外にも時折テレビにも出演、オトボケぶりを発揮している。
さんまのコントライブ「明石家さんまプロデュース 今回もコントだけ」については、画家転向後の一時期は出演を見合わせたが、2002年に10年目の記念ということでゲストとして復帰。2004年のPart.11以降は再びレギュラー扱いとなっている。
2008年7月26日放送の『27時間テレビ』内の「クイズ!ヘキサゴンII」にさんまファミリーとして出演。さんまのフリに対する的確な持ちギャグを見せつけ、また中村玉緒・浅田美代子と共にヘキサゴンファミリーのおバカキャラたちをも圧倒するボケを披露した。MCの島田紳助もこのジミーの活躍にはさんまに対して本名の杉本君と呼び「これ本当に放送していいのかね」と問いかけ、「ジミーに久しぶりに会ったけど、前より確実にパワーアップしてる」と彼を評価している。
クリスマスに向けてイケメンとなるため、整形手術を行ったことがあった。顎の骨を削る本格的な手術により12月までは食事は流動食のみ、包帯グルグル巻きの状態であるとのことである。しかし『ライオンのごきげんよう』にてさんまが出演した際、ジミーの整形の話を披露して12月にジミーがさんまのところへ挨拶をするも、さんま曰く「何にも変わっていなかった」とのこと。
2011年、『東野・岡村の旅猿』にゲスト出演。10数年ぶりの本格的なバラエティー番組復帰となった。相変わらずの天然・マイペースぶりを見せつけ、以降も番組の常連となった。番組内ではプロ級の料理の腕前を披露している他、「絵を描くことに飽きてきた、やる気がない」とも暴露している。
夢は子供のいないタモリの養子になり、財産を受け継ぐこと。
『ホンマでっか!?TV』（2012年3月28日放送）内の「ホンマでっか人生相談」で「真剣な場面で笑ってしまうのをなんとかしたい」と相談。池田清彦は「この人は天才だ」と言い、脳の大部分が絵の能力に使われていると述べ、「無理に直したら絵が下手になる恐れも」とアドバイス。澤口俊之には「10万に1人そういう脳はいて、必ず絵・音楽・記憶力のどれかがずば抜けて良い（いわゆるサヴァン症候群）」と評価された。おおたわ史絵は「ジミーちゃんは真剣な空気が怖いと感じているから笑わせようとしているだけで、それで周りが笑顔になっているから直さなくて良いと思う」と述べた。
2016年以降はタレント活動に再び軸足を置いている。絵画については「今は描きたくない」「筆は（折ってはいないが）曲げている」と発言。中断した理由として、焼き鳥店のアルバイト募集の張り紙に時給1200円の記載を見た際、自身の作品完成までを換算したら時給380円となったことにショックを受けたため。また、「風俗に行きすぎて借金が増えたため、それを返済するために戻った」とも語っている。
2020年7月、画家として5年ぶりに新作を発表。「朝の光」と名付けたイオントップバリュ買い物用マイバッグ（限定11万5000枚）で、さんまから「お笑いとか、人を楽しませる（仕事な）のに時給は関係ないやろ。考えたらあかん」と激励され、再び画家活動を再開した。
2022年、画業30周年を迎え、新旧約100点の作品を展示する「ジミー大西 画業30年記念 作品展『POP OUT』」を開催。2023年まで全国を巡回する。

## 画家として

なんばパークス屋上に設置のモニュメント『天海の輝き』

『EXテレビ』（EX Osaka、読売テレビ）や『世界ウルルン滞在記』（毎日放送）などのテレビ番組企画にて、絵画作品が抽象画家などの専門家によって評価され、「平成の山下清」と周囲（特に紳助）から言われるようになる。1993年に初めて個展を開催。動物などをテーマとしたシュールな画風と鮮やかな色彩感覚で画家として注目され、脚光を浴びた。
『ダウンタウンDX』（読売テレビ）内で、芸能人の宝物を専門家に鑑定してもらうコーナーにジミーの絵が登場したこともある。この時にまじまじと絵を見つめていた松本は、「そうか、ジミーちゃんには我々がこんな風に見えてるんだ。だから、あんな（性格）なんですねー」と語り、笑いを誘った。鑑定結果は「100万円」。後述のボジョレーヌーボーのラベルなど、広く日本国外で評価されている点などが考慮されたという。
絵画を描く時、絵の具は水性をよく使う。理由は、前述の通り嗅覚が良すぎるせいで油性絵の具の匂いを嗅ぐと頭痛や吐き気に見舞われ、絵を描ける状態ではなくなってしまうため。後に油性絵の具も使えるようになった。
また、画家として成功する前には多くの先輩に絵を描いてお金を借りていたことがあったという。中田カウスは、ジミーが若手時代お金に困っていたのでジミーの描いた絵を数万円で購入しており、そのまま家の倉庫に放置していたが有名になってから価値が出ると感じたのか、家のリビングに額縁に入れて飾っているという。
パブロ・ピカソの絵を見ようとスペインのバルセロナに滞在した際、アントニオ・ガウディの影響を受けたと語っている。

### 主な作品
- 旧・第一勧業銀行（現・みずほ銀行）のキャッシュカードと通帳
- ボジョレー・ヌーボー、ボジョレー・ヴィラージュ・ヌーボーのラベル
- bloodthirsty butchersのアルバム『未完成』のジャケット
- 北九州モノレール・走行電車
- 川崎造船坂出工場で建造された天然ガスタンカー[注 6]
- 「梅田ゆかた祭2015」向けの浴衣[注 7]
- 絵画詐欺を解決してもらった大阪府警察へのお礼に、自転車カゴのカバーをデザインしたこともある[18]。
- 東京都八王子市にあるパチンコ店「コスミック八王子店」には、ジミー大西から寄贈された絵が飾られている[19]。
- IMM THEATER（2024年1月開業）のロゴデザイン（後述）[20]。
- 日本郵便 ふるさと切手大阪版「第23回世界新体操選手権」1999年9月27日発行、80円切手[21]。

## 年譜・エピソード
- 1994年（平成6年） - 『オールスター感謝祭』（TBS）の赤坂5丁目ミニマラソンで、海パン一丁で走った際、沿道の観客からエアガンで狙撃される。生放送されたため、赤坂警察署が捜査に乗り出すことになった。この一件をきっかけに、以降同番組でのTBS側の警備が強化された。
- 1994年7月 - 『FNS総力スペシャル1億2500万人の平成夏休みバラエティー』（フジテレビ系列）の企画で、フジテレビ（河田町時代）玄関で23時間かけて巨大アートを制作。この作品は秋田テレビが優勝賞品として獲得した。
- 1995年7月 - 前年の好評を受け、再び『FNSの日 1億2500万人の超夢列島～そのうちなんとか…23時間』の企画でステンドグラスを製作。この作品はサガテレビに贈られ、現在は佐賀市立図書館に収蔵されている。
- 1996年 - 芸能活動を引退、絵画に専念する。
- 1997年10月21日 - マネージャーと結婚。
- 1999年 - 国内外での精力的な活動が認められ、ブラジル・パラー州政府から文化功労賞を贈られる。
- 2002年 - 個展「ジミー大西のEnergy of Nature展」を東京・京都で開催。
- 2003年 - ボジョレー・ヌーボーのラベルデザインに採用される。
- 2005年 - 個展「ジミー大西のキャンバスからはみだせ」を全国で開催。ボジョレー・ヴィラージュ・ヌーボーのラベルデザインに採用される。
- 2008年9月30日 - 個展「夢のかけら展」を広島三越にて開催。
- 2008年 - 10月8日の午後7時頃、東京都江東区の都道で3車線の道路の右折専用レーンを誤って直進し、右折と直進が可能な左隣りの中央の車線を右折してきた乗用車と接触。けが人はなかった。
- 2009年6月 - 180万かけてアゴを削る整形手術を受ける。
- 2012年7月14日 - 8月5日 - グッチ新宿店に於いて、ジミー大西"ドリーム ワークス"展を開催。
- 2012年9月5日 - 画家生活20周年を記念する個展「挑戦と革新」を銀座三越にて開催。
- 2020年（令和2年）7月1日 - 画家として5年ぶりに新作「朝の光」（イオントップバリュ買い物用マイバッグ、限定11万5000枚）を発表。
- 2022年 - 画業30年。「画業30年記念作品展『POP OUT』」を開催。2023年まで全国を巡回する[22]。
- 2023年9月22日 - 東京ドームシティに2024年1月に開業する吉本の新劇場「IMM THEATER」のロゴデザインを担当。同劇場の命名者であるさんまからの依頼によるもので、薬師寺長老・安田暎胤の揮毫を元に大西が絵付けを行った[20]。

## 初恋のエピソード
幼いころから人見知りが激しく、同級生とも馴染めなかったジミーは、いつも優しく接してくれる幼馴染みの女の子に恋心を抱いた。彼女に「好きだ」という気持ちを伝えたのが、人前で自分を出した最初の体験だという。しかし小学校に上がったのち、彼女は病死してしまう。死という概念がわからなかったジミーは、「あの娘、すぐ戻ってくるんでしょ?」と食い下がって教師を困らせたが、そのとき教室の外で、廊下を彼女が歩いているのを見つけた。再び目をやったときにはもういなかったという。彼を心配した同級生の説明で一応納得したが、本人曰く「彼女の幻を見たのはあの時が最初で最後だった」とのこと。

## エピソード
病院で点滴することになったものの、 「どうせ体に入るんだから飲んでも同じはず」 と点滴を飲んだため騒ぎになった。

## 出演番組

### テレビ
- のりお・よしおのジョーダンはよせ!（朝日放送、1985年）
- 欽ドン!ハッケヨーイ笑った!（フジテレビ）※前番組の『欽ドン!お友達テレビ』で萩本に出会う
- オレたちひょうきん族（フジテレビ）
- ひょうきん予備校（フジテレビ）
- 笑っていいとも!（フジテレビ、1990年4月 - 9月※金曜日担当）
- クイズ世界はSHOW by ショーバイ!!（日本テレビ）
  - 新装開店!SHOW by ショーバイ!!
  - 新装開店!SHOW by ショーバイ2
- さんま・一機のイッチョカミでやんす（日本テレビ）
- 痛快!明石家電視台（毎日放送）
- ダウンタウンのガキの使いやあらへんで!罰ゲームスペシャル笑ってはいけないシリーズ（日本テレビ）
  - 「絶対に笑ってはいけない高校」 - 英語の教材ビデオ「英語のお兄さん」
  - 「絶対に笑ってはいけない警察24時」 - 警察の教材ビデオ「生活安全課の婦人警官」·「史上最悪の知能犯」
  - 「絶対に笑ってはいけない病院24時」 - 病院の教材ビデオ「獣医師」·「看護婦」
  - 「絶対に笑ってはいけない新聞社24時」 - 新聞社の記者会見ビデオ「総理大臣」
  - 「絶対に笑ってはいけないホテルマン24時」 - ホテルマンの教材ビデオ「ホテルウーマン」・時事対談のビデオ「政治評論家」
  - 「絶対に笑ってはいけないスパイ24時」 - スパイの教材ビデオ「カリスマ受付嬢」·軍事対談のビデオ「総理大臣」
  - 「絶対に笑ってはいけない空港24時」 - 空港の教材ビデオ「受付嬢」·入国審査のビデオ内「自称アメリカ人ダンサー」・経済対談のビデオ「国際派アナリスト」
  - 「絶対に笑ってはいけない熱血教師24時」 - 江戸時代の歴史文化教材ビデオ「宣教師」（大西ザビエル）・時事対談のビデオ　国際ジャーナリスト「大西秀明」 教育カウンセラー「大西秀子」
  - 「絶対に笑ってはいけない地球防衛軍24時」 - 託児所紹介ビデオ「エキスパート隊員」（マザー・ジミー）
  - 「絶対に笑ってはいけない大脱獄24時」 - スーパードクター「大西秀明」
  - 「絶対に笑ってはいけない名探偵24時」 - 俳優「大西愛之助」
  - 「絶対に笑ってはいけない科学博士24時」 - 被実験者「ジミー大西」
  - 「絶対に笑ってはいけないアメリカンポリス24時!」 - 警察犬を超える嗅覚をもつ伝説のポリス｢大西ジミー秀明｣
  - 「絶対に笑ってはいけないトレジャーハンター24時!」 - 女優「アンジェリーナ・オオニシ」
- EXテレビ（EX Osaka、読売テレビ）※前述の上岡に絵画を褒められた番組
- クイズ!当たって25%（TBS）※「お笑いつぼみの会」チームキャプテン、実質レギュラー回答者
- ビデオあなたが主役（テレビ朝日）不定期出演
- 探偵!ナイトスクープ（朝日放送）
- つぶれ荘物語（読売テレビ）
- ザ・ラスベガス（読売テレビ）
- ジミーちゃんの気持ちE〜夜（関西テレビ）※初の冠番組、初司会
- 進め!クリフハンガー冒険隊（中部日本放送）
- ビートたけしのお笑いウルトラクイズ（日本テレビ）

現在でも『ダウンタウンのガキの使いやあらへんで!!』の罰ゲーム企画など、時折バラエティ番組に出演している。
- いのちの響（TBSテレビ）
- 東野・岡村の旅猿 プライベートでごめんなさい…（日本テレビ）

テレビドラマ
- 男と女のミステリー『明石家さんま殺人事件』（フジテレビ、1989年）
- 世にも奇妙な物語『偶然やろ?』（フジテレビ、1991年） - 電車の乗客
- 心はロンリー気持ちは「…」FINAL（フジテレビ、2024年）[25]

### 映画
- 六本木バナナ・ボーイズ（1989年） - アキラ 役
- ファンキー・モンキー・ティーチャー（5作目まで、1991年 - 1994年） - 青木 役
- 菜の花配達便（1996年） - 森川三郎 役
- 帰ってきた バスジャック（2017年） - 真田丸男 役
- たまの映像詩集 渚のバイセコー（2021年） - 渚の父 役

### ウェブテレビ
- HITOSHI MATSUMOTO presents ドキュメンタル（2016年 - 2018年、Amazonプライム・ビデオ） - シーズン1、シーズン2、シーズン5、シーズン6出演
- HITOSHI MATSUMOTO presents ドキュメンタル Documentary of Documental（2017年 - 2020年、Amazonプライム・ビデオ） - シーズン1、シーズン2出演
- Jimmy〜アホみたいなホンマの話〜 （2018年） - ナレーション、月の声、解説、挿入画

### その他
- ハイビジョンスペシャル「煙はるかに 世界SL紀行 スイート・シュガー・トレイン〜キューバ〜」（NHK、2001年4月24日）

## CM
- カルビー　｢かっぱえびせん｣[26]
- 日立製作所 「あかるい輪」 - ナレーション
- KAGOME「TWO SHOT」（1990年）
- ワンカップ大関（1996年） - 田村正和と共演
- JRA（2003年） - 明石家さんまと共演。
- ジャンボ宝くじ（2012年夏）、「サマージャンボ5億円と、2000万サマー」 - 木村拓哉と共演
- Jimmy～アホみたいなホンマの話～（2018年7月） - Netflix独占配信[27]

## 主なギャグ・名言など

### 持ちネタ
- （「ジミーちゃんやってる?」）「やってる、やってるぅ」「やめろっちゃ」
- 「ジミーちゃん、がんばれ!」と言われると、目上の人に対しても、「お前もがんばれよ!」と返す[注 3]。
- 「ウー、ウゥ!」
- 沢田研二『6番目のユ・ウ・ウ・ツ』のサビ（1小節目）を繰り返し歌う。
- （「桃が二つありました、桃が三つありました、合わせて?」）「ももももも!」
- （「口になんか付いてるよ?」）「唇です」「何階建て?」「5階建て」
- （「ジミーちゃん、大丈夫!」）「（鼻つまんで）ダイジョウブ!」
- （「キャビアは何の卵?」）「ドラえもん!」
- （明石家さんまに諺の問題で「人のふり見て?」と聞かれて）「どないすんねん!」
- （同様に「穴があったら」）「入ってしまうかなぁ?」
- （「ぬかに」）「漬けもん」
- （「古今東西、お題は『欽ちゃんファミリー』!」）「良い子悪い子普通の子!」
- （「12÷3 は?」）「えーっと…1あまり4」
- 「電車の窓から頭を出してきゅっきゅっきゅーきゅっきゅっきゅー」
- （「しっかりせぇ」）「よーしわかった」
- （「ストレッチ」）「えーっと一人エッチ?」
- 「メキシコ、メキシコー、アミーゴ!」
- 「エクスタシー」
- 「ナタデココー」
- 「そこへ官房長官（本人曰く「喧嘩の仲裁をする人」）が入ってきて、お金で始末をする始末でした!」
- （松本人志の肛門を押し付けられ）「鼻の上にウンコ乗ったみたいやっ!」
- （「四字熟語は?」）「春分の日」
- 「ご機嫌、ななめですねー」
- 「もんまり」

## 著書

### 画集
- 『まっ白 -ジミー大西画集-』（集英社、2008年09月）ISBN 9784087814019

### 日記
- 『ジミーちゃんの気持ちE〜日記』（関西テレビ放送、1992年5月）ISBN 4906256279

### 絵日記
- 『天然色（てんねんいろ）日記』（朝日新聞社、1997年7月）ISBN 4022571551
  - （朝日文庫、2001年5月）ISBN 4022642696

### 絵本
- 『ホームランド』（主婦と生活社、1995年10月）ISBN 4391118238
- 『トーテンくんのオーケストラ』（講談社、2001年11月）ISBN 4062109719
- （長崎幸雄）『ちいさな花火のひみつ』（角川書店、2002年12月） ISBN 4048535714

## カレンダー
- ジミー大西 作品集カレンダー 2002（ハゴロモ、2001年11月）ISBN 4894952645
- ジミー大西 作品集カレンダー 2003（ハゴロモ、2002年11月） ISBN 489495298X
- ジミー大西 作品集 2004年度 カレンダー（ハゴロモ、2003年11月）ISBN 4777402665
- ジミー大西 作品集 2005年度 カレンダー（ハゴロモ、2004年12月）ISBN 477741275X

## 関連書
- 『htwi（ヒッティ）NO.9 アーティスト、ジミー大西の軌跡 - アートマガジン』（メディアプロダクション、2002年1月） ISBN 4901666029